# タイホー (スーパーマーケット)
1. タイホー時代の店舗外観画像

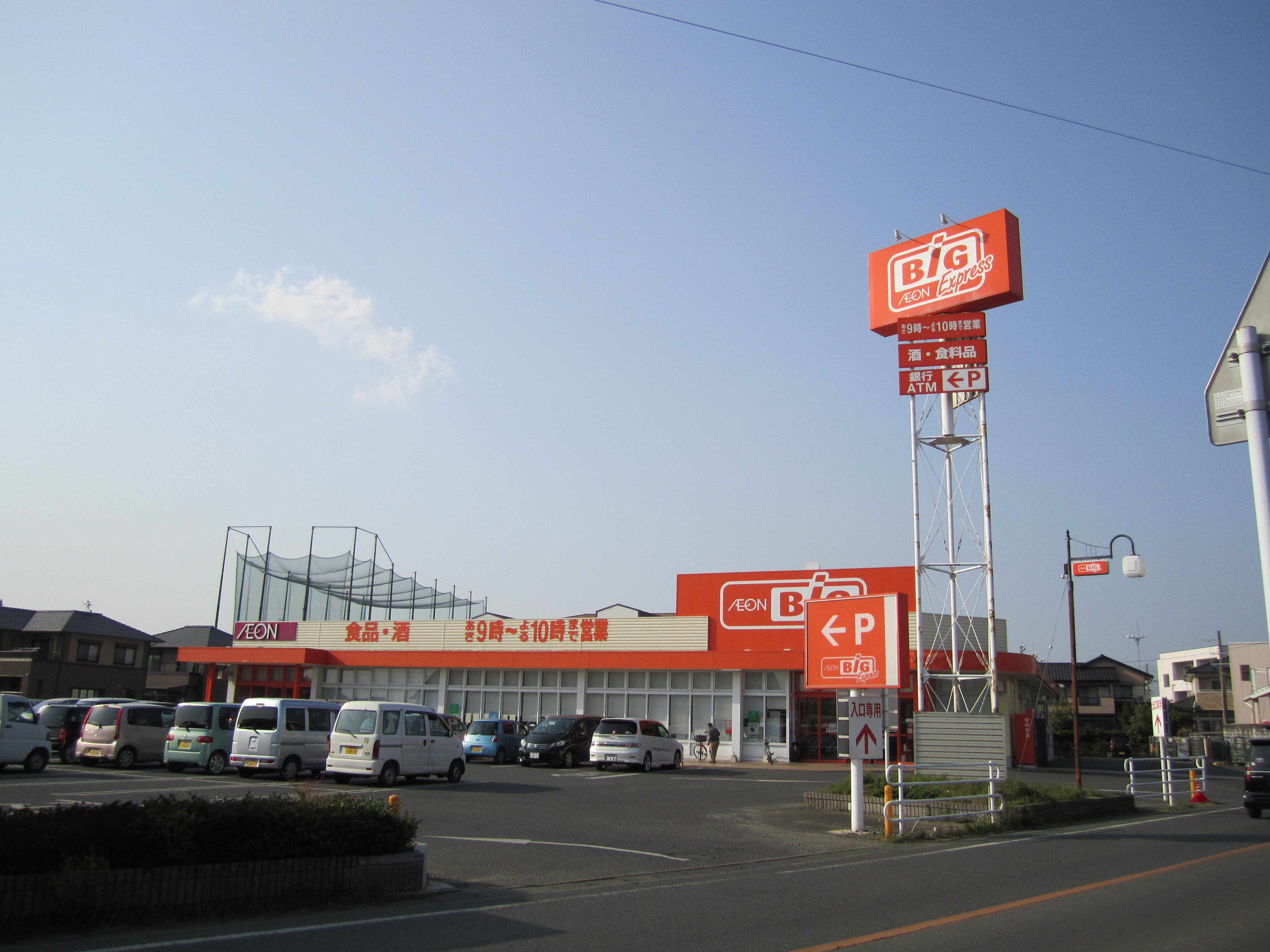
ザ・ビッグエクスプレス北野店（旧タイホー北野店）
（福岡県久留米市北野町、2019年）

株式会社タイホー（英称：Taiho Co., Ltd.）は、かつて 福岡県久留米市を中心に店舗を展開していたスーパーマーケットチェーンストア。創業者は鶴田松男。1956年創業。最盛期はフランチャイズを含めると20店舗まで店舗網を拡大していたが、徐々に店舗数を減らし2008年4月に廃業を決定。2008年7月末日に全店タイホーとしての営業を終了した。廃業時の店舗は13店舗。うち6店舗はマックスバリュ九州（現：イオン九州）に譲渡された。

## 概要
前身は1956年に 福岡県久留米市六ツ門に創立された十合（そごう）ストア。1959年に日田店を出店。この時期に初代経営陣の内紛により「そごうストア」の名前で悪評が流れることになり、大阪の百貨店「そごう」より商標権侵害の申し出を受けている。
1962年に経営を引き継いだ鶴田松男により、社名を「タイホー」に改称した。タイホーの由来は鶴田の母校久留米市立久留米商業高等学校の校歌の一節である。
その後は久留米市周辺のみにドミナント出店を行い、1990年代からは店舗別に愛称を付ける地域密着の店舗展開を行っていたが、競合他社の進出などにより店舗の競争力は薄れてゆき、2008年4月、経営陣は廃業の決断に至った。廃業発表後引受先としてマックスバリュ九州との交渉がまとまり、6店舗が5月以降マックスバリュ九州に譲渡後リニューアルオープンすることが決まり。9月までに店名を変更の上営業を継続した。既存社員についてはマックスバリュ九州が採用試験を行ったのちに合格者のみイオン従業員として採用された。なお、その他の店舗は引受先がなくそのまま閉鎖された。

## 沿革
- 1956年（昭和31年）
  - 9月 - 株式会社十合ストアを設立[2]。
  - 11月 - 久留米店（久留米市西町-今の六ツ門町）を開店[2]。
- 1959年（昭和34年）- 日田店開店[6]。
- 1962年（昭和37年） - 経営陣交代[2]。
- 1964年（昭和39年）- ブリヂストンタイヤ生協売店　城南マーケット経営受託[2]。
- 1965年（昭和40年）
  - 7月 - 社名を株式会社タイホーと改称[2]。
  - 8月 - 田主丸店開店[6]。
- 1967年（昭和42年）- 花畑店、吉井店開店[6]。
- 1968年（昭和43年）- 柳川店開店[6]。
- 1971年（昭和46年）- 国分店開店[6]。
- 1972年（昭和47年）- 十三部店開店[6]。
- 1974年（昭和49年）- 田主丸店移転[6]。
- 1975年（昭和50年）- 津福店開店、柳川店閉店[6]。
- 1976年（昭和51年）- 西町店開店、本社を六ツ門から西町に移設[2]。
- 1977年（昭和52年）- 宮の陣店開店[6]。
- 1978年（昭和53年）- 長門石店、八軒屋店開店[6]、久留米店閉鎖（六ツ門再開発事業による）[2]。
- 1979年（昭和54年）- ゆのそ店開店[6]。
- 1980年（昭和55年）- 善道寺店開店[6]。
- 1981年（昭和56年）- 荒木店開店。
- 1985年（昭和60年）- 大木店開店[6]。CIを導入しロゴなどを変更[2]。
- 1986年（昭和61年）- 山川店開店[6]。
- 1992年（平成4年）- 諏訪野店、朝倉店開店。
- 1993年（平成5年）- 野伏間店開店[7]。
- 1995年（平成7年）- 大城店開店[7]。
- 1997年（平成9年）- 大石町店開店[7]。
- 2000年（平成12年）- 金丸小学校前店開店[7]。
- 2008年（平成20年）
  - 4月 - 7月までにスーパー事業を廃業し店舗、従業員の引受先を探していると発表[3]。
  - 5月 - マックスバリュ九州が事業整理を進めているタイホーの6店舗を譲り受けると発表[1]。
  - 7月 - 全店舗でタイホーとしての営業終了。

## 廃業時営業していた店舗
- △は「タイホー」から「マックスバリュ」に引き継がれた店舗。
- ■はフランチャイズ

| 所在地           | 店名           | 愛称             | 備考                                                                     |
| 福岡県久留米市   | 福岡県久留米市 | 福岡県久留米市   | 福岡県久留米市                                                           |
| ---------------- | -------------- | ---------------- | ------------------------------------------------------------------------ |
| 久留米市西町     | 西町店         | お花畑           | タイホー本部併設。売却・解体後病院施設                                   |
| 久留米市大石町   | 大石町店△      | おいしいまち     | マックスバリュ大石町店→久留米西店統合のため閉店→マンガ倉庫豆津バイパス店 |
| 久留米市北野町   | 北野店△        | COSMOS           | マックスバリュ北野店→ザ・ビッグエクスプレス北野店                        |
| 久留米市北野町   | 北野大城店△    | よう北野大城に   | マックスバリュ北野大城店→閉店→分譲住宅地                                 |
| 久留米市長門石町 | 長門石店△      | サンシャイン通り | マックスバリュ長門石店→閉店→一般企業                                     |
| 久留米市東櫛原町 | 櫛原店■△       | クッシー         | マックスバリュ櫛原店→閉店                                                |
| 久留米市荒木町   | 荒木店         | KIRARA           | 解体後分譲住宅地                                                         |
| 久留米市国分町   | 国分店         | モグモグモール   | 解体後コスモス国分店                                                     |
| 久留米市津福本町 | 津福店         | パクパクパーク   | 解体後分譲住宅地                                                         |
| 久留米市上津町   | ゆのそ店       | UFO              | 解体後ローソン久留米湯納楚店                                             |
| 久留米市原古賀町 | 金丸小学校前店 |                  | 解体後マンション                                                         |
| 久留米市荒木町   | 野伏間店       | 209              | 軽カフェ久留米店                                                         |
| 福岡県うきは市   |                |                  |                                                                          |
| うきは市吉井町   | 吉井店△        | 白壁土蔵の町COCO | マックスバリュ吉井店→閉店→解体                                           |

## 廃業以前に閉店した店舗
- ■はフランチャイズ

| 所在地             | 店名                         | 愛称            | 備考                                                                        |
| 福岡県久留米市     | 福岡県久留米市               | 福岡県久留米市  | 福岡県久留米市                                                              |
| ------------------ | ---------------------------- | --------------- | --------------------------------------------------------------------------- |
| 久留米市野中町     | 十三部店                     | サーティーン    | 閉店後三菱地所に売却。建替え後マックスバリュ十三部店→ザ・ビッグ十三部店     |
| 久留米市山川町     | 山川店■                      | ガーデン        | ＢＲＯＣ自転車流通卸売センター                                              |
| 久留米市国分町     | 八軒屋店                     | HONEY           | 解体後マンション                                                            |
| 久留米市諏訪野町   | 諏訪野店                     | SWAN            | 解体後住宅地                                                                |
| 久留米市田主丸町   | 田主丸店                     | たのしまる      | 解体                                                                        |
| 久留米市六ツ門町   | 久留米店                     | -               | 解体後六ツ門再開発ビル ショッパーズ久留米→ダイエー六ツ門店→くるめりあ六ツ門 |
| 久留米市宮の陣町   | 宮の陣店                     | -               | 解体後住宅地                                                                |
| 久留米市善道寺町   | 善道寺店                     | -               | 解体後セブンイレブン久留米善導寺店                                          |
| 久留米市篠山町     | BS城南マーケット（運営委託） | -               | カフェグリーンフィールズ                                                    |
| 福岡県朝倉市       |                              |                 |                                                                             |
| 朝倉市堤           | 甘木店■                      | けやき通りSWEET | 解体後集合住宅及び駐車場                                                    |
| 朝倉市須川         | 朝倉店                       | a la sakura     | トライアル朝倉店→ダイレックス朝倉店                                         |
| 福岡県三潴郡大木町 |                              |                 |                                                                             |
| 大木町大字大角     | 大木店■                      | まいどおおきに  | フェニックスホール大木町玉泉院                                              |
| 福岡県柳川市       |                              |                 |                                                                             |
| 柳川市             | 柳川店                       | -               | 1975年閉店                                                                  |
| 三橋町             | 三橋店■                      | -               | ダイレックス三橋店                                                          |
| 大分県日田市       |                              |                 |                                                                             |
| 日田市             | 日田店                       | -               | 解体後マンション                                                            |